# Vertrag von Uccialli
Der Vertrag von Uccialli, auch als Freundschaftsvertrag von Wetschale (Wuchale) bezeichnet, wurde am 2. Mai 1889 zwischen Äthiopien (Abessinien) und Italien abgeschlossen. Die Interpretation des Artikels XVII des Vertrages führte 1895 zum ersten Italienisch-Äthiopischen Krieg mit der Niederlage Italiens in der Schlacht von Adua. Im Friedensvertrag von Addis Abeba vom 26. Oktober 1896 musste Italien die Annullierung des Vertrages und die volle Souveränität des Kaiserreichs Äthiopien anerkennen.

## Geschichte
Der äthiopische Kaiser Yohannes IV. wurde 1889 bei seinem Feldzug gegen die Mahdisten in der Schlacht von Gallabat tödlich verwundet. Sein Nachfolger Menelik II. versuchte mit dem Vertrag seine Macht zu festigen, während Italien unter Ministerpräsident Francesco Crispi Einfluss auf Äthiopien gewinnen und es zu seinem Protektorat machen wollte. Die italienische Vertragsversion besagte in Artikel XVII nach der italienischen Auslegung, dass der abessinische Herrscher seine Vertretung gegenüber dritten Staaten Italien übertragen und damit das Protektorat anerkennen würde. Menelik protestierte gegen diese Interpretation, da die gleichberechtigte amharische Fassung nur besagt, dass er sich Italiens zur Vertretung gegenüber Drittstaaten bedienen könne, aber nicht müsse.
Großbritannien, das sich von einem italienischen Protektorat ein Gegengewicht zu Frankreich und den Mahdisten versprach, kam in zwei Abkommen von 1891 und 1894 mit Italien zu einer Abgrenzung der Interessensphären überein. 1895 brach der erste Italienisch-Äthiopische Krieg aus, der mit der Niederlage Italiens in der Schlacht von Adua endete. Im Friedensvertrag von Addis Abeba vom 26. Oktober 1896 musste Italien die Annullierung des Vertrages von Uccialli und die volle Souveränität des Kaiserreichs Äthiopien anerkennen.

## Nachwirkung
Der Vertrag wird noch heute zitiert, um die Gefahren zu verdeutlichen, die eine ungenaue Übersetzung und Interpretation von internationalen Abkommen bergen.